# Orthogonis nitididorsalis
Orthogonis nitididorsalis is een vliegensoort uit de familie van de roofvliegen (Asilidae). De wetenschappelijke naam van de soort is voor het eerst geldig gepubliceerd in 2006 door Tagawa.